# 고트섬 (뉴욕주)

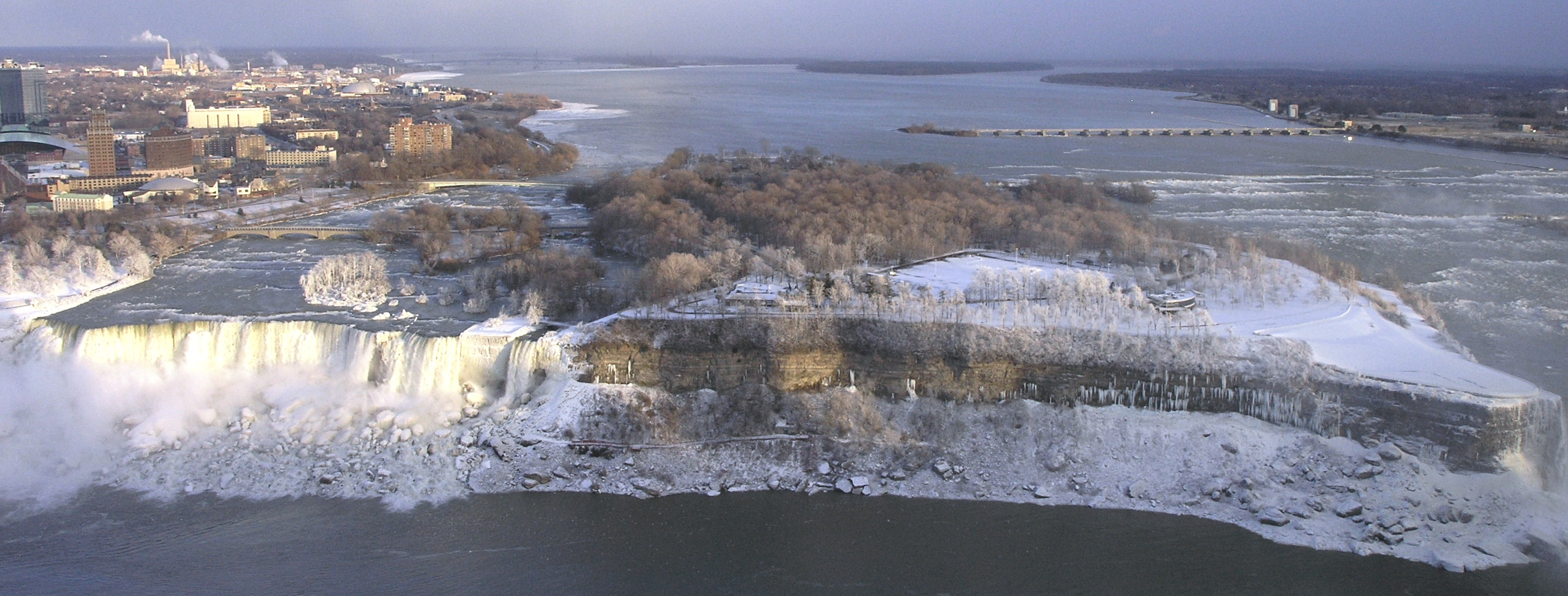

고트섬(Goat Island)은 나이아가라 폭포를 둘로 나누는 섬으로, 호스슈 폭포와 브라이들베일 폭포 사이에 있다.